# 一色氏明
一色 氏明（いっしき うじあき、生没年不詳）は、室町時代の人物。家系は清和源氏の一流・河内源氏の流れを汲む足利一門で、一色氏の一族。父は一色氏宗。子は丹羽氏時。一色丹羽氏の祖。
一族の一色詮範が尾張国の守護職を得た際に同行し、丹羽庄を領し丹羽姓を名乗ったとされる。子孫は代々尾張に土着した。